# てぃーだ観光
てぃーだ観光株式会社（てぃーだかんこう）は、沖縄県に本拠地を置く貸切バス事業者。両備グループに属しているが、令和4年より沖縄県内に本拠地を置く物流企業あんしんが資本参加している。両備グループ傘下のリョービツアーズ及び中国トラベル（中国バス系列）の関連会社として事業を展開する。

## 概要
岡山県に本拠地を置く両備ホールディングスの100%子会社で、沖縄県糸満市にて貸切バス事業を営む。同社初代代表の崎原真弓は他社でバスガイドとして勤務歴があり、全国的にも珍しい事例である。
後述するようにグループ共通社章を使用しておらず、制服もオリジナルのものを採用するなど両備グループ内では独自性が強い。

## 沿革
- 2016年7月12日 - 会社設立。
- 2017年6月 - 本社社屋起工式を実施。同年11月、本社社屋完成。貸切バス10台にて営業開始。

## 事業所
- 本社
  - 沖縄県糸満市西崎町5-14-11

## 車両
三菱ふそうトラック・バス製を保有。グループ共通社章やCIロゴ「RYOBI GROUP Ryobi」こそ採用していないものの、親会社の両備ホールディングス各社保有車両に準じた車両番号が記載されている。車内前方にはステージが設けられており、停車中に島唄や三線の演奏のほか、琉球空手や琉球舞踊が披露される。
2023年に入り、両備ホールディングス本体及び同じ両備グループのニッコー観光バスから三菱ふそう・エアロエースが、井笠バスカンパニーより三菱ふそう・エアロクイーンが導入された。